# Jean Biatarana
Jean Biatarana est un homme politique français, né le 21 janvier 1913 à Touzac (Charente) et décédé le 3 décembre 1994
- Conseiller de la République, puis, sénateur des Basses-Pyrénées de novembre 1948 à juin 1958
- Conseiller municipal de Bayonne de 1947 à 1959